# 海南羊蹄甲
海南羊蹄甲（学名：Bauhinia hainanensis）为豆科羊蹄甲属的植物，为中国的特有植物。分布于海南等地，多生长于山地疏林中，目前尚未由人工引种栽培。
其种加词“hainanensis”意为“海南的”。